# Ferdinand Pecora
Ferdinand Pecora (6 janvier 1882 - 7 décembre 1971), inventeur du mot de bankster pour désigner les "banquiers-gangsters", était un procureur américain qui a contribué, par ses enquêtes, aux réformes qui ont suivi le krach de 1929.

## Biographie
Né en Sicile, Ferdinand Pecora est le fils de Louis Pecora et Rosa Messina, qui ont émigré aux États-Unis en 1886. Après avoir grandi à New York dans l'ouest de Manhattan, il fait des études pour devenir prêtre mais doit les abandonner lorsque son père a un accident, pour se faire embaucher dans une société de courtage de Wall Street. Il suit des études du droit en cours du soir et devient avocat en 1911, puis assistant procureur de district pour le comté de New York.
Même s'il ne connait rien aux techniques financières, l'administration d'Herbert Hoover le nomme le 4 avril 1932 à la tête d'une commission d'enquête parlementaire sur les abus des banques dans la période qui a précédé le krach de 1929. En janvier 1933, Ferdinand Pecora, est chargé de rédiger le rapport final. 
Le rapport montre comment les amis de la Banque Morgan, parmi lesquels Calvin Coolidge et Owen J. Roberts bénéficiaient de faveurs au détriment des autres épargnants, ou comment la banque National City a consenti des crédits douteux à des pays d'Amérique latine, revendus à des épargnants sans les prévenir, une pratique proche de celle des subprimes. Il montre que les banques new- yorkaises s’étaient infiltrées au plus haut niveau de l’État américain, finançant même les régimes fascistes en Europe.
Plus d'un an après son arrivée à la tête de la commission, une nouvelle administration est dirigée par le président Franklin Delano Roosevelt, qui incite le congrès à trouver un accord sur le Glass-Steagall Act, voté le 16 juillet 1933, et imposant une séparation, sous forme de coupe-feu, entre banques de dépôts et banques d'investissement. C'est le début des grandes réformes de Roosevelt dans la banque et la finance.

## Référence contemporaine
Le fonds d'investissement Pecora Capital LLC, fondé par Aaron L. Smith et Thomas Pasturel, porte son nom en son hommage.

## Sources
1. ↑  "Banques : la vérité sort de la bouche des candides", par Irène Inchauspé dans Challenges
2. ↑  "Le Glass- Steagall global et le précédent français", par Bertrand Buisson
3. ↑  2008 L'année du krach : premiers enseignements d'une crise, par Bruno Colmant et Chantal Samson, chez Larcier, 2008, page 68